# Moscato Giallo
Die Weißweinsorte Moscato Giallo oder auch Goldmuskateller ist eine autochthone Rebsorte Italiens. Es könnte sich dabei um die früher bekannte Sorte Moscato Sirio handeln.  Sie ist  eine der zahlreichen Reben, die zur großen Familie der Muskateller zählen. Ihr Anbau ist in den Provinzen Bozen und Trento empfohlen. Zugelassen ist sie darüber hinaus in den Provinzen Padua und Verona, den ehemaligen Provinzen Gorizia, Pordenone und Udine sowie der Metropolitanstadt Palermo. Im Jahr 1999 betrug die bestockte Rebfläche ca. 265 Hektar. In Deutschland war die Sorte bis zum Jahr 2017 nur als Versuchspflanzung erlaubt, daher beträgt die Rebfläche erst wenige Hektar, die vor allem in der Pfalz stehen. Die gewonnenen Qualitäten sind aber vielversprechend, so dass einige Betriebe dem Goldmuskateller in Zukunft gute Chancen einräumen.
Die spätreifende Sorte ist anfällig gegen die Chlorose. Dagegen erweist sich Goldmuskateller im Vergleich zum Gelben Muskateller als etwas fäulnisfester, da die Traube lockerbeerig und die Beerenhaut dickschalig ist. Die umfangreiche Klonselektion der letzten 35 Jahre hat zur Zulassung von sechs Klonen mit den Bezeichnungen RAUSCEDO 1, VCR 5, VCR 102, ISV-V 5, ISV-V 13, VCR 100 geführt. Vom Geschmacksbild besitzt die Sorte eine ausgeprägt fruchtige Muskatnote bei einer meist erfrischenden Säurestruktur. Die Weine werden sowohl trocken als auch mit Restsüße ausgebaut.
Siehe auch die Artikel Weinbau in Italien und Weinbau in Deutschland sowie die Liste von Rebsorten.

## Synonyme
Fior d'Arancio, Goldmuskateller, Moscat, Moscatel, Moscato Armeno, Moscato Bianco, Moscato Cipro, Moscato Dalla Siria, Moscato di Pasqua, Moscato di Terracina, Moscato Sirio, Moscato Siro, Moscato Tardivo, Muscat du Pays, Muscat Italien, Muscat Vert, Muscatedda, Muscato de Goloio, Muskat Dzhiallo, Muskat Zuti.